# Console (storia romana)
Nell'antica Roma i Consoli (in latino Consules, "coloro che decidono insieme") erano i due magistrati che, eletti ogni anno, esercitavano collegialmente il massimo potere civile e militare ed erano quindi dotati di potestas e imperium. La magistratura del consolato era la più importante tra le magistrature della Repubblica romana (immediatamente al di sotto della dittatura, che era però magistratura solo straordinaria).
Questa la definizione che ne dà Polibio:
(Polibio, VI, 12.1-2.)
Il termine derivava, secondo lo stesso Livio, dal dio Conso, una divinità che "dispensava consigli", come dovevano fare i due massimi magistrati della Repubblica romana.
L'importanza di tale carica era tale che i nomi dei consoli eletti in un certo anno venivano utilizzati, tramite eponimia, per individuare quell'anno nel calendario romano. I nomi venivano riportati in un apposito elenco, i fasti consulares, da parte dei pontefici.
Tale magistratura parrebbe non essere solo romana; infatti Tucidide, parlando dei Caoni ne La guerra del Peloponneso, libro II, par. 80, riferisce che si tratta di un « [...] popolo non sottoposto a potestà regia, su cui governavano, con carica annuale, Fozio e Nicaone, membri della famiglia dominante».
In età imperiale, la carica consolare sopravvisse, ma divenne di nomina imperiale e, dopo la fondazione di Costantinopoli, un console venne regolarmente eletto per l'Impero romano d'Occidente, e uno per l'Impero romano d'Oriente, perpetuandosi tale pratica a Roma anche dopo la caduta dell'Impero romano d'Occidente, sino al 534, e a Costantinopoli sino al 541.

## Consolato in età repubblicana
Fu istituita, secondo la tradizione, alla cacciata del regime monarchico dei Tarquini da Roma nel 509 a.C. e alla fondazione della Repubblica, anche se la storia remota è in parte leggendaria e la successione di consoli non è continua nel V secolo a.C. I primi consoli a occupare tale carica mantennero tutte le attribuzioni e le insegne dei re, salvo che non ebbero contemporaneamente i fasces, per non dare l'impressione di un terrore raddoppiato.

### Condizioni di eleggibilità
Il consolato fu il normale punto d'arrivo del cursus honorum, la sequenza di incarichi perseguiti dai Romani ambiziosi.
Durante la repubblica, con la promulgazione della Lex Villia annalis del 180 a.C. l'età minima per l'elezione a console venne fissata a 40 anni per i patrizi e a 42 per i plebei, mentre nel periodo precedente si registrano elezioni alla carica anche molto più precoci, vedi l'esempio di Marco Valerio Corvo, console per la prima volta nel 349 a.C. all'età di soli 23 anni e che entro i 40 anni fu console per ben quattro volte. Anche successivamente alla Lex Villia annalis si videro diverse eccezioni alla sua applicazione, compresa quella dell'età minima, vedi gli esempi di Publio Cornelio Scipione Emiliano, console a 38 anni, Gneo Pompeo Magno, console a 36 anni, e Gaio Mario il Giovane, console a 26 (o forse 28) anni. Nel periodo imperiale, quando la carica aveva oramai perso quasi interamente la propria funzione pratica, il consolato venne conferito senza più applicare rigorosamente i limiti di età. 
Allo stesso modo secondo la Lex Villia annalis doveva intercorrere un periodo minimo di 10 anni prima di essere rieletto nuovamente console, limite che non esisteva precedentemente e che venne frequentemente ignorato nel periodo della fine della Repubblica, a partire da Gaio Mario, sei volte console in otto anni, fino a Gaio Giulio Cesare, quattro volte console in cinque anni.
I consoli venivano eletti dal popolo riunito nei comizi centuriati. Durante i periodi di guerra, il criterio primario di scelta del console era l'abilità militare e la reputazione, ma in tutti i casi la selezione era connotata politicamente. Inizialmente solo i patrizi potevano divenire consoli. Con le cosiddette Leges Liciniae Sextiae (367 a.C.), i plebei ottennero il diritto a eleggerne uno; il primo console plebeo fu Lucio Sestio, nel 366 a.C.

### Competenze e poteri

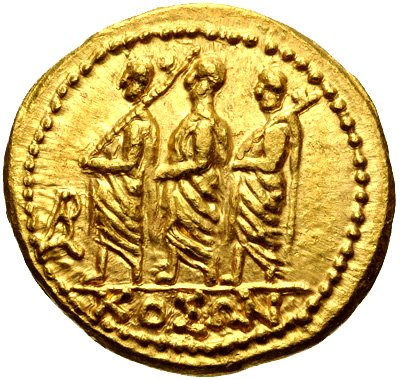
Moneta raffigurante un console accompagnato da due littori

I due consoli della Repubblica erano i più alti in grado tra i magistrati ordinari. Le competenze consolari investivano tutto l'agire pubblico, in pace come in guerra, compreso il fatto di introdurre le ambascerie di re e principi stranieri davanti al Senato. Nei fatti, tutti i poteri non appannaggio del Senato o di altri magistrati erano in capo ai due consoli. Dopo la loro elezione ottenevano l'imperium dall'assemblea.
Potevano proporre al Senato gli affari urgenti per la discussione e facevano eseguire i Senatus consulta.
Il console era a capo del governo romano e, poiché rappresentava la massima autorità di governo, anche di tutta una serie di funzionari e magistrati della pubblica amministrazione, a cui erano delegati varie funzioni. I consoli convocavano e presiedevano le adunanze del Senato romano (ius agendi cum patribus) e le assemblee cittadine (comizi centuriati) del popolo (ius agendi cum populo), avendo la responsabilità ultima di far rispettare le politiche e le leggi adottate da entrambe le istituzioni. Polibio infatti afferma che
(Polibio, VI, 12.4.)
Il console era anche il capo della diplomazia romana, potendo effettuare affari con le popolazioni straniere e facilitando le interazioni tra gli ambasciatori stranieri e il Senato. A fronte di un ordine da parte del Senato, i consoli divenivano responsabili di fare le leve e di scegliere gli uomini più idonei, di imporre agli alleati le loro decisioni, di nominare i tribuni militari, e di avere il comando "pressoché assoluto" dell'esercito. I consoli, disponendo della suprema autorità in campo militare, dovevano essere dotati di risorse finanziarie adeguate da parte del Senato per condurre e mantenere i loro eserciti, ed erano autorizzati a spendere il pubblico denaro nella misura in cui credevano più opportuna. Per questo motivo avevano al loro fianco un quaestor urbanus, che eseguiva puntualmente i loro ordini. Mentre era all'estero, il console aveva un potere assoluto sui suoi soldati e sulle province romane, potendo punire chiunque tra i soldati in servizio effettivo. Era, quindi, incaricato sia dei doveri religiosi sia di quelli militari; la lettura degli auspici era un passo essenziale prima di condurre l'esercito in battaglia.
(Polibio, VI, 15.10-11.)

### Ornamenti consolari
Gli ornamenti consolari sono gli attributi distintivi che contraddistinguono un console in carica, o un ex-console, tra la folla urbana. Manifestazione del suo imperium, essi sono il retaggio del periodo regio ed etrusco iniziale.
Segni esteriori della dignità consolare erano la toga praetexta, abito bianco con orlo di porpora, in città, il paludamentum di porpora in guerra e nel trionfo, la sella curule (sedia portatile di avorio), dodici littori portanti fasces di verghe e, fuori del pomerium, fasces con scuri.

### Titolarità, autonomia e collegialità
Ognuno dei due consoli era titolare del potere nella sua interezza e poteva esercitarlo in via del tutto autonoma, salva la facoltà del collega di porre il veto (intercessio). Per evitare possibili inconvenienti, si escogitarono diversi sistemi, grazie ai quali - in forza di un accordo politico tra i due - certi periodi o in determinati settori di attività un solo console esercitava effettivamente il potere, senza che l'altro ponesse il veto. Il più noto è quello dei turni, in base al quale i due consoli dividevano l'anno in periodi - in genere mensili - in cui si alternavano nel disbrigo degli affari civili (nell'esercizio del comando militare, nel caso in cui entrambi i consoli fossero alla guida dell'esercito, i turni erano giornalieri).
Un altro sistema era quello che si basava sulla ripartizione delle competenze tra i consoli eletti, in base al quale ciascuno dei due esercitava in maniera esclusiva alcuni poteri. È comunque importante sottolineare che la divisione di competenze o i turni di esercizio non interessava alcune forme di esercizio del potere (come le proposte di legge).

### Poteri straordinari

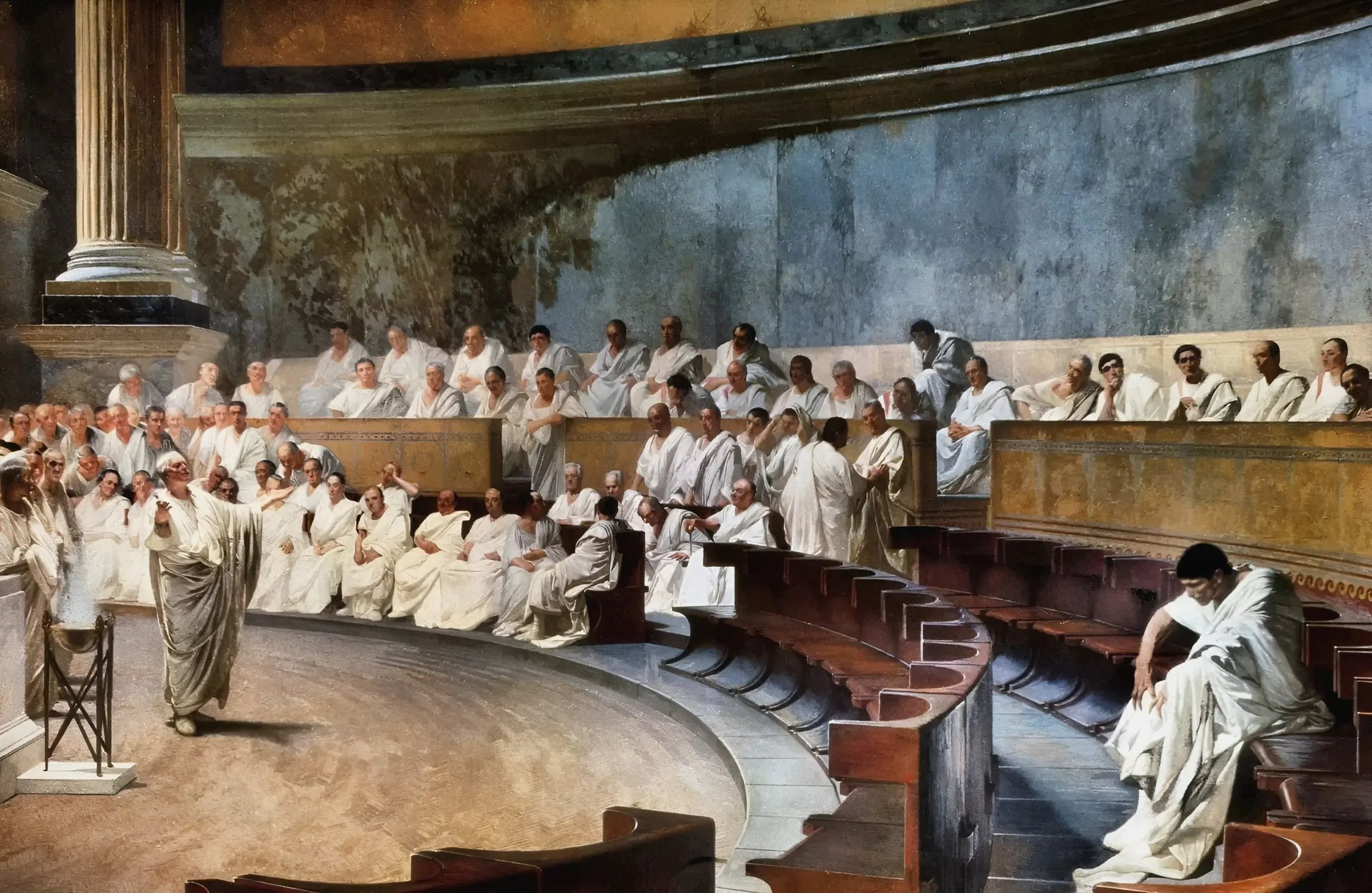
Cicerone denuncia Catilina, affresco di Cesare Maccari (1880)

In via eccezionale i consoli potevano ricevere dal Senato i pieni poteri: il provvedimento era chiamato Senatus consultum de re publica defendenda. Successivamente Marco Tullio Cicerone, durante il suo consolato, a seguito della rivolta di Lucio Sergio Catilina, lo rinominò Senatus consultum ultimum, estremo provvedimento del Senato, e la formula era:
A tale formula si ricorse poche volte:
- nella prima metà del II secolo a.C. per regolamentare i misteri bacchici a Roma,
- durante la scalata al potere di Gaio Gracco, nel 121 a.C.,
- in occasione della marcia su Roma di Lepido nel 77 a.C.,
- della congiura di Catilina nel 63,
- quando Gaio Giulio Cesare attraversò il Rubicone nel 49 a.C.

### Durata e sostituti
Erano eletti ogni anno (dalle calende di gennaio di ogni anno a dicembre) dai comizi centuriati. La campagna elettorale si svolgeva nell'estate dell'anno precedente, Cesare fu eletto nel luglio del 60 a.C. per il 59 e quindi dovette rinunciare al trionfo per essere presente fisicamente a Roma senza armi. I due consoli erano eponimi, ossia l'anno di servizio era conosciuto con i loro nomi. Ad esempio, il 59 a.C. per i Romani era quello del "consolato di Cesare e Bibulo", poiché i due consoli erano Gaio Giulio Cesare e Marco Calpurnio Bibulo (anche se il partito di Cesare dominò la vita pubblica impedendo a Bibulo di esercitare il proprio mandato tanto che l'anno fu ironicamente chiamato "il consolato di Giulio e Cesare").
Se un console decedeva durante il suo mandato (fatto non raro quando i consoli erano in battaglia alla testa dell'esercito), si eleggeva un sostituto, che era chiamato "console suffetto" (consul suffectus in latino), per completare la durata del mandato.
Una volta terminato il mandato, deteneva il titolo onorifico di "consulare" in Senato, ma doveva attendere dieci anni prima di poter essere rieletto nuovamente al consolato.

## Consolato in età imperiale

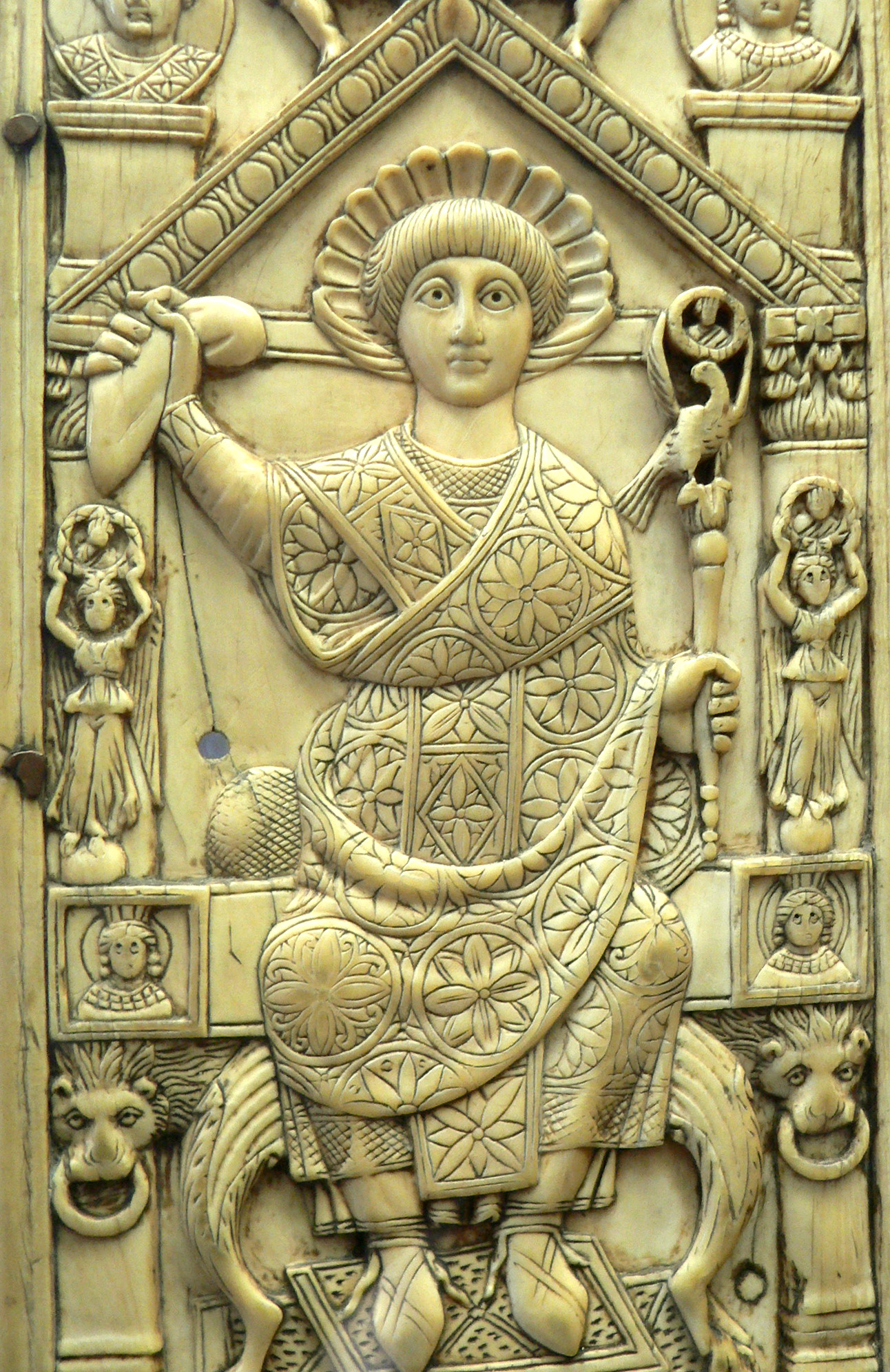
Dittico consolare raffigurante Anastasio Paolo Probo Sabiniano Pompeo Anastasio nella veste di console (517); in una mano reca lo scettro, nell'altra la mappa con la quale si appresta a dare inizio ai giochi circensi

Quando con Augusto si esaurì il periodo repubblicano e si avviò il Principato, il potere si concentrò nelle mani del princeps, ossia di Augusto stesso; progressivamente, si ridusse il potere del Senato (anche se non formalmente), e si posero le basi di quello che più tardi sarebbe diventato il regime imperiale. Pertanto, con Augusto cambiò la natura del consolato, che esaurì progressivamente la sua funzione politica e divenne a poco a poco un titolo onorifico, prestigioso dunque, ma ormai privo di una funzione politica. Durante il lungo regno di Augusto, molti consoli infatti lasciarono l'incarico prima del termine, per permettere ad altri di reggere il fascio littorio come consul suffectus. Quelli che erano in carica il 1º gennaio, conosciuti come consules ordinarii avevano l'onore di associare il proprio nome a quell'anno. Come risultato, circa la metà di coloro che avevano il grado di pretore potevano raggiungere anche quello di console ora non più a 40 anni, ma a 33.). Talvolta, questi suffecti si ritiravano e un altro suffectus veniva nominato. Questa pratica raggiunse il suo estremo sotto Commodo, quando nel 190, venticinque persone furono nominate console. Svetonio, soffermandosi sui consolati di Augusto, racconta che:
(Svetonio, Augustus, 26.)
Un altro cambiamento durante l'Impero fu che gli Imperatori spesso nominavano loro stessi, dei protetti o dei parenti, senza guardare all'età minima. Ad esempio, a Onorio venne conferito il titolo di console al momento della nascita.
Reggere il consolato era apparentemente un tale onore che il secessionista Impero delle Gallie, ebbe la sua coppia di consoli durante la sua esistenza (260 - 274). La lista di consoli di questo Stato è incompleta, ricostruita dalle iscrizioni e dalle monete.
L'antica magistratura romana sopravvisse fino a tarda epoca, anche se come semplice dignità priva di potere reale.
Una delle riforme di Costantino I fu quella di assegnare uno dei consoli alla città di Roma e l'altro alla città di Costantinopoli. Quindi, quando l'Impero romano venne diviso in due, alla morte di Teodosio I, l'imperatore di ognuna delle due metà acquisì il diritto di nominare uno dei consoli - anche se in alcune occasioni, per svariati motivi, uno dei due imperatori permise al suo collega di nominarli entrambi. Dopo la fine formale dell'Impero romano d'Occidente, dapprima Odoacre e poi i re ostrogoti (Teodorico e i suoi successori) ottennero dall'imperatore d'Oriente il diritto di nominare il console occidentale.
Sebbene avesse perduto di fatto ogni potere politico, il console ordinario godeva di un grande prestigio e il consolato era ancora considerato come il massimo onore che l'imperatore potesse concedere a un suddito. I due consoli designati entravano in carica ancora alle calende di gennaio, con una cerimonia solenne che comportava un corteo (processus consularis) e una distribuzione di denaro alla folla (sparsio), proibita dall'imperatore Marciano ma poi reintrodotta da Giustiniano nel 537.
Questa carica decadde durante il regno di Giustiniano: prima con il console di Roma Decio Paolino nominato nel 534 dalla regina Amalasunta alle soglie della guerra gotica, e quindi con il console di Costantinopoli, Anicio Fausto Albino Basilio, ultimo console della storia romana nel 541. In seguito il consolato venne assunto dall'imperatore come parte della propria carica, e nessun altro poteva assumerlo, tanto che, quando il generale romano Eraclio coniò monete assumendo il titolo di console, in effetti si proclamò anche imperatore, in opposizione all'imperatore allora in carica Foca.
Ci sono notizie di consoli onorari anche nel VII secolo. Il 24 settembre 656, il vescovo di Cesarea in Bitinia si recò in visita da Massimo di Costantinopoli assieme ai due consoli Teodosio e Paolo.

## Anni consolari
A partire dal 509 a.C., l'anno consolare incominciava dal 1º agosto. Con l'elezione di Gaio Flaminio Nepote nel 223 a.C., l'anno venne conteggiato a partire dalle idi di marzo (15 marzo). A partire invece dal 153 a.C. esso fu anticipato al 1º gennaio, in modo da coincidere con l'anno solare.
Nei primi tempi della Repubblica romana, gli anni non venivano conteggiati, erano invece individuati col nome dei consoli che erano in carica. Per esempio, quello che per noi è il 59 a.C., per i Romani era l'anno in cui erano consoli Gaio Giulio Cesare e Marco Calpurnio Bibulo.
Successivamente nella tarda repubblica si cominciò a contarli dalla fondazione di Roma (anno ab urbe condita) che tradizionalmente veniva fissata nel 753 a.C. Perciò in alcune iscrizioni il numero dell'anno è seguito dall'acronimo AVC che indica appunto AB VRBE CONDITA.
La datazione si basa sulla cronologia varroniana che, anche se incerta, è utilizzata quasi universalmente. La lista dei consoli, e delle altre massime magistrature romane, non sono sempre esattamente verificabili e universalmente accettate, variando dalle diverse fonti che li riportano.